# ذخیره‌گاه زیست‌کره تاهان-چیکتلان
ذخیره‌گاه زیست‌کره تاهان-چیکتلان (به اسپانیایی: Reserva de la biosfera Tehuacán-Cuicatlán) یک ذخیره‌گاه زیست‌کره در مکزیک است که در پوئبلا واقع شده‌است.